# IC 2347
IC 2347 је појединачна звијезда у сазвјежђу Рак која се налази на листи објеката дубоког неба у Индекс каталогу.
Деклинација објекта је + 18° 46' 26" а ректасцензија 8h 24m 14,0s.